# Katherine Megan McArthurová
Katherine Megan McArthurová (* 30. srpna 1971 v Honolulu, Havaj), je americká oceánografka a kosmonautka. V současnosti absolvuje svůj druhý let do vesmíru v lodi SpaceX Crew-2.

## Život

### Studium a zaměstnání
Absolvovala střední školu St. Francis High School v městě Mountain View, stát Kalifornie (zakončila roku 1980) a po několikaleté přestávce ve studiu pokračovala na University of California. Magisterské studium ukončila v roce 1996, o 4 roky později na stejné univerzitě získala doktorát. Pracovala na Scripps Institution of Oceanography v La Jolla v Kalifornii.
V letech 2000 až 2002 absolvovala výcvik budoucích kosmonautů v Houstonu, poté byla zařazena do oddílu astronautů NASA.
Je vdaná za astronauta Roberta Behnkena a spolu mají syna Theodora.

### Lety do vesmíru
Na oběžnou dráhu se v raketoplánu dostala jednou ve funkci letové specialistky letu STS-125, při páté a poslední servisní misi Hubbleova vesmírného dalekohledu. V raketoplánu Atlantis strávila mezi 11. a 24. květnem 2009 celkem 12 dní, 21 hodin a 38 minut. Byla 493. člověkem ve vesmíru, 51. ženou.
Dne 28. července 2020 byla jmenována pilotkou mise SpaceX Crew-2. Loď, na jejíž palubě byli dále Robert Shane Kimbrough, Akihiko Hošide a Thomas Pesquet, odstartovala 23. dubna 2021 v 9:49 UTC a  24. dubna. v 9:08 UTC se připojila k Mezinárodní vesmírné stanici ISS, kde se posádka stala součástí dlouhodobé Expedice 65. Po odpojení od ISS 8. listopadu 2021 v 19:05 UTC let skončil přistáním 9. listopadu v 03:33 UTC. S dobou trvání 199 dní, 17 hodin a 44 minut se stal nejdelším letem americké kosmické lodi.